# Nouveau Parti anticapitaliste
Nová antikapitalistická strana (francouzsky Nouveau Parti anticapitaliste, NPA) je francouzská krajně levicová politická strana. Vznikla v únoru 2009 v návaznosti na dobrovolné rozpuštění Revoluční komunistické ligy (LCR). Jejím cílem je sjednotit všechny síly nalevo od Socialistické strany (PS), včetně těch, které odmítaly spolupráci s LCR z důvodu odporu k trockismu.

## Historie
O vzniku nové strany se začalo uvažovat ihned po prezidentských volbách 2007, ve kterých kandidát LCR Olivier Besancenot obdržel 1 498 581 hlasů a skončil na pátém místě (kandidáti nalevo od PS získali celkem 7 %, ve volbách 2002 dokonce přes 10 %). Utvoření nové strany mělo sjednotit rozličné proudy krajní levice pod společnou vizí antikapitalismu.
LCR předpokládala, že nová strana musí "revolučně přeměnit společnost" v rámci sociálních bojů a ve volbách a musí být naprosto nezávislá vůči Socialistické straně. Proces vytváření strany "zezdola" probíhal v jednotlivých městech skrze zakládání místních výborů na universitách a pracovištích. Před zakládajícím sjezdem proběhla dvě národní setkání výborů.
Zakládající sjezd proběhl 6–8. února 2009 a odsouhlasil název Nová antikapitalistická strana, který byl původně pouze provizorní (dále se uvažovalo o Revoluční antikapitalistické straně, Antikapitalistické straně, Straně antikapitalistické levice atd.). Olivier Besancenot, který byl zvolen mluvčím nové strany, prohlásil, že "NPA není pouze trockistická. Přebírá všechny revoluční tradice, marxistické, ale také libertářské".
Při svém vzniku vykazovala strana 9 123 členů, tj. třikrát více než LCR.
Začátkem roku 2009 se strana postavila za generální stávku na Guadeloupu (označila ji za "příklad k následování") a podporovala "Alianci proti prospěchářům" (Liyannaj Kont Pwofitasyon).

## Ideologie

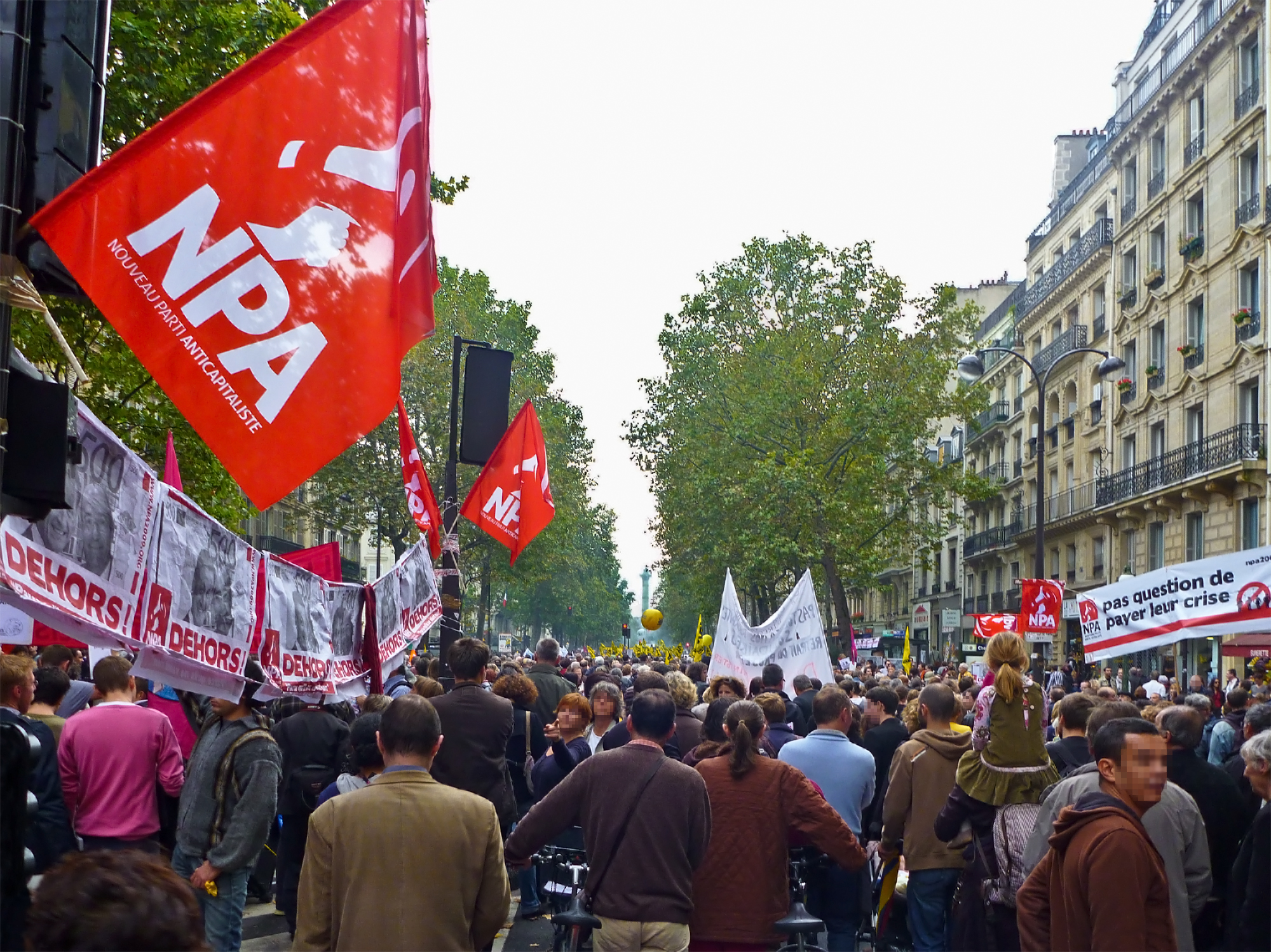
Aktivisté NPA během protestů proti důchodové reformě v roce 2010

Nová antikapitalistická strana se vnímá jako strana sociálních bojů a ekologie.
Během procesu zakládání strany vytyčila cíl vytvořit "levici, která se nevzdává, levici boje, antikapitalistickou, internacionální, antirasistickou, ekologickou, feministickou, vzpouzející se každé diskriminaci" s vizí "revoluční přeměny společnosti" a vytvoření "socialistické demokracie 21. století".
NPA odmítá totalitní režimy bývalého sovětského bloku, které hodnotí jako "byrokratické karikatury" a prosazuje systém samospráv. Dále se staví za antiproduktivismus.

## Volby
Pro volby do Evropského parlamentu odmítla nabídku Levicové fronty (FG) na společnou kandidátku a rozhodla se postupovat samostatně. Předvolební průzkumy jí přisuzovaly možný zisk až 9 % hlasů, nicméně nakonec získala pouze 840 713 hlasů (tj. 4,88 %) a žádný mandát (FG vyslala do Evropského parlamentu pět svých zástupců).
Pro regionální volby 2010 se rozhodla znovu ve většině regionů postupovat samostatně. Velkým mediální zájem vyvolalo zařazení muslimky Ilham Moussaidové, která se prezentovala se zahalenou hlavou. To odsoudila většina politických stran. Poslankyně Svazu pro lidové hnutí Chantal Brunelová prohlásila, že se jedná "o šokující provokaci a instrumentalizaci náboženských praktik pro potřeby volebního boje." Předsedkyně Socialistické strany Martine Aubryová sdělila, že by nikdy nesouhlasila s tím, aby se na kandidátce socialistů objevila zahalená žena, jelikož to odporuje rovnosti pohlaví a republikánským hodnotám. Volební výsledek, který činil pouze 2,85 % hlasů v 1. kole pro patnáct samostatných kandidátek NPA, byl zhodnocen jako "nedobrý". Společné kandidátní listy s Levicovou stranou (PG) podané ve třech regionech obdržely mezi 4–5 % hlasů, ve dvou ze třech regionů pak společná kandidátka s Levicovou frontou překročila práh nutný pro postup do druhého kola (8,59 % v Languedoc-Roussillon a 13,13 % v Limousin). V Limousin právě kvůli přítomnosti NPA odmítli socialisté na rozdíl od ostatních regionů s Levicovou frontou "fúzovat" (platný způsob utvoření jednotného koaličního listu pro 2. kolo), ta se tudíž prezentovala samostatně a získala 19,1 % hlasů a 6 mandátů, z toho 2 pro NPA.
Kandidátem v prezidentských volbách 2012 byl dělnický aktivista Philippe Poutou, který ovšem v průzkumech nedosahoval více než 1 %. Nakonec získal 411 160 hlasů, tj. 1,15 %. Většina hlasů krajní a radikální levice připadla kandidátovi Levicové fronty Mélenchonovi, který obdržel přes 11 % hlasů.

## Volební výsledky

### Výsledky ve volbách do Evropského parlamentu
| Volby | Počet hlasů | Podíl hlasů | Počet mandátů |
| ----- | ----------- | ----------- | ------------- |
| 2009  | 840 833     | 4,88 %      | 0             |